# Francesco Pizzi (pilota automobilistico)
Francesco Pizzi (Roma, 12 novembre 2004) è un pilota automobilistico italiano, ha vinto la Formula 4 degli Emirati Arabi Uniti nel 2020 ed ha ottenuto nel 2023 la vittoria nella classe LMP2 della 24 Ore di Daytona.

## Carriera

### Kart e Formula 4
Francesco Pizzi inizia a gareggiare in kart da giovanissimo e nel 2013, all'età di 8 anni, conquista la sua prima vittoria nel campionato italiano formula 60. Già dall'anno successivo inizia a gareggiare a livello internazionale nella categoria 60 Mini, nel 2016 vince la South Garda Winter Cup e diventa vice campione nella  WSK Super Master Series. L'anno seguente inizia a guidare nella categoria OKJ, piazzandosi terzo nel campionato italiano.
Nel 2020 lascia il kart e passa alle corse in monoposto, Pizzi debutta nella Formula 4 EAU con il team Xcel Motorsport. Il pilota italiano ottiene tre vittorie nelle prime tre gare a Dubai e grazie ad altri cinque successi si laurea campione nella serie con ventisei punti di vantaggio su Lorenzo Fluxá, secondo classificato.
Per il resto dell'anno, Pizzi firma per il team Van Amersfoort Racing correndo nel Campionato italiano di Formula 4. L'italiano ottiene una vittoria a Misano e due sul Circuito di Monza, risultati che lo portano al secondo posto in classifica dietro a Gabriele Minì.

### Formula Regional e F3

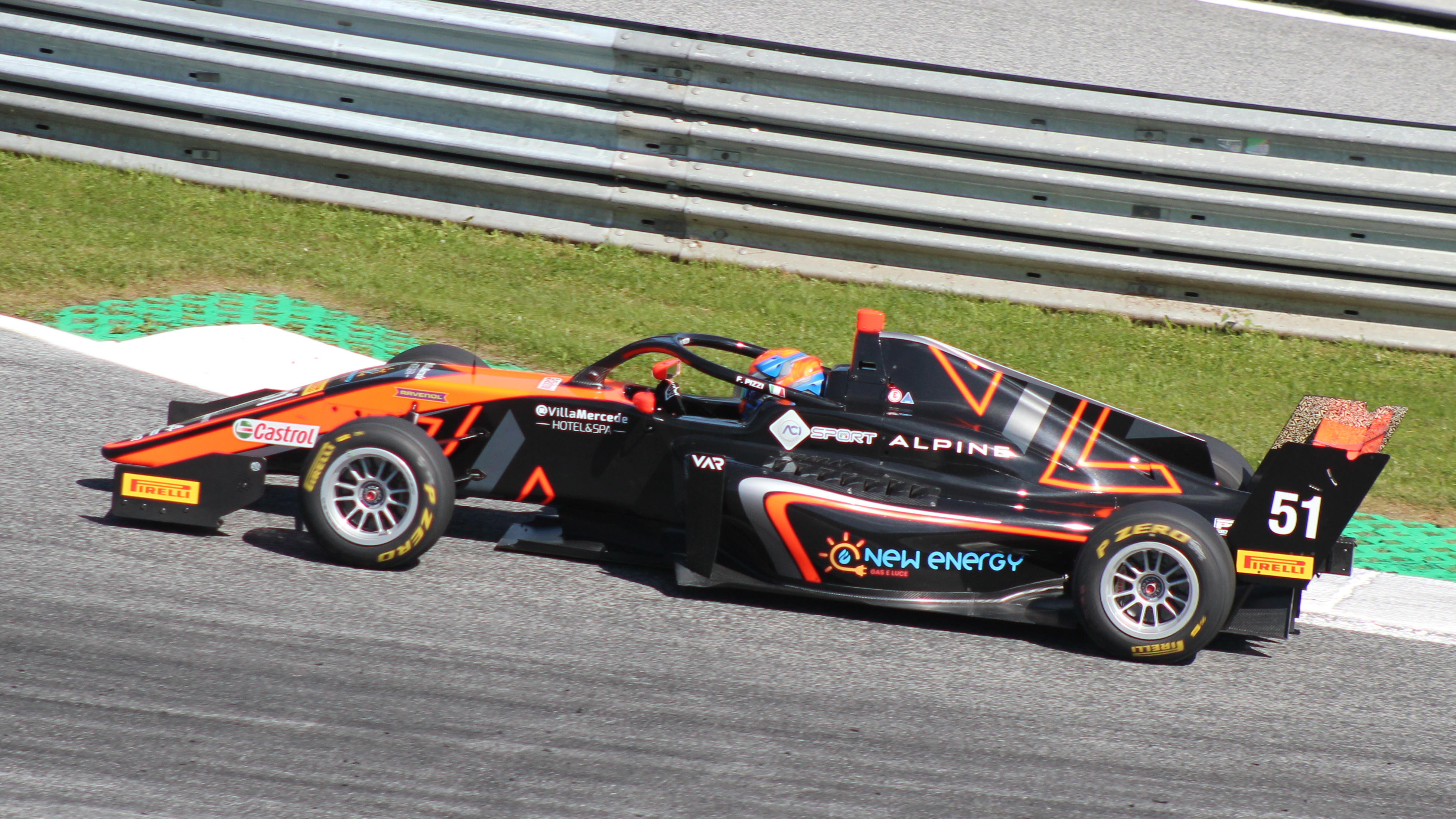
Francesco Pizzi nel 2021 con il team Van Amersfoort Racing

Per la stagione 2021, Pizzi rimane legato al team VAR ma sale di categoria, passa alla Formula regionale europea. La stagione risulta più complicata della precedente, conquista i suoi primi punti a Zandvoort, quinto round della stagione, grazie a un ottimo quinto posto. Francesco torna a punti, per la seconda e ultima volta, al Red Bull Ring dove chiude nono in gara due. Pizzi chiude al ventesimo posto con dodici punti conquistati e decide di lasciare il team Van Amersfoort Racing.
Tra il finire del 2021 e l'inizio del 2022 l'italiano prendere parte a diversi test della Formula regional correndo per vari team; Arden, R-ace GP, MP Motorsport e FA Racing. L'italiano cambia i suoi piani, lascia la Regional e sale di categoria passando alla Formula 3 con il team Charouz Racing System. Anche questa stagione risulta deludente, ottiene un solo piazzamento a punti, il decimo posto nella Sprint Race di Imola.

### Road to Indy
Alla fine di ottobre 2022 Pizzi, supportato da Howard Driver Development, prende parte a un test del Campionato USF Pro 2000 sull'Indianapolis Motor Speedway. Nel gennaio seguente il pilota italiano decide di lasciare la Formula 3 e firma con il team TJ Speed Motorsports per correre nel USF Pro 2000. Sul Circuito di Sebring ottiene il suo primo podio nella serie arrivando terzo. Chiude il campionato con il quinto posto in classifica assoluta ed il terzo posto nella classifica Rookie.
Già nel 2023 passa alla Indy NXT correndo con il team Abel Motorsport tre degli ultimi quattro round della stagione. Nel 2024 non trova un sedile a tempio pieno ma torna sul circuito d'Indianapolis con il team TJ Speed nella USF Pro 2000 sostituendo Hunter Yeany.

### Endurance
Pizzi nel 2023 esordisce nelle corse di durata, partecipando alla 24 Ore di Daytona nella classe LMP2 con il team Proton Competition. Il pilota italiano insieme a Fred Poordad, Gianmaria Bruni e James Allen porta l'Oreca 07 al settimo posto in classifica generale e ottiene la vittoria di classe per soli 16 millesimi sul team CrowdStrike.

## Risultati

### Riassunto Carriera
| Stagione | Serie                               | Team                  | Gara | Vittoria | Pole | G/V | Podio | Punti | Pos. |
| -------- | ----------------------------------- | --------------------- | ---- | -------- | ---- | --- | ----- | ----- | ---- |
| 2020     | Formula 4 degli Emirati Arabi Uniti | Xcel Motorsport       | 19   | 8        | 3    | 5   | 10    | 300   | 1º   |
| 2020     | Formula 4 italiana                  | Van Amersfoort Racing | 20   | 3        | 1    | 2   | 7     | 208   | 2º   |
| 2020     | Formula 4 ADAC                      | Van Amersfoort Racing | 9    | 0        | 0    | 0   | 0     | 54    | 11º  |
| 2021     | Formula 3 europea regionale         | Van Amersfoort Racing | 20   | 0        | 0    | 0   | 0     | 12    | 20º  |
| 2022     | Formula 3                           | Charouz Racing System | 18   | 0        | 0    | 0   | 0     | 1     | 27º  |
| 2023     | 24 Ore di Daytona-LMP2              | Proton Competition    | 1    | 1        | 0    | 0   | 1     | -     | 1º   |
| 2023     | Campionato USF Pro 2000             | TJ Speed Motorsports  | 18   | 0        | 1    | 2   | 1     | 259   | 5º   |
| 2023     | Indy NXT                            | Abel Motorsport       | 4    | 0        | 0    | 0   | 0     | 55    | 24º  |
| 2024     | Campionato USF Pro 2000             | TJ Speed Motorsports  | 1    | 0        | 0    | 0   | 0     | 5*    |      |

* Stagione in corso.

### Risultati Formula 4

#### F4 EAU
| Stagione | Team            | 1   | 2   | 3   | 4   | 5   | 6   | 7   | 8   | 9   | 10  | 11  | 12  | 13  | 14  | 15  | 16  | 17  | 18  | 19  | 20  | Punti | Pos. |
| -------- | --------------- | --- | --- | --- | --- | --- | --- | --- | --- | --- | --- | --- | --- | --- | --- | --- | --- | --- | --- | --- | --- | ----- | ---- |
| 2020     | Xcel Motorsport | DUB | DUB | DUB | DUB | YMC | YMC | YMC | YMC | YMC | YMC | YMC | YMC | DUB | DUB | DUB | DUB | DUB | DUB | DUB | DUB | 300   | 1º   |
| 2020     | Xcel Motorsport | 1   | 1   | 1   | C   | 1   | 4   | 1   | 11† | Rit | 5   | 2   | 1   | 4   | 1   | 1   | 6   | 4   | 5   | 2   | Rit | 300   | 1º   |

#### F4 italiana
| Stagione | Team                  | 1   | 2   | 3   | 4   | 5   | 6   | 7   | 8   | 9   | 10  | 11  | 12  | 13  | 14  | 15  | 16  | 17  | 18  | 19  | 20  | 21  | Punti | Pos. |
| -------- | --------------------- | --- | --- | --- | --- | --- | --- | --- | --- | --- | --- | --- | --- | --- | --- | --- | --- | --- | --- | --- | --- | --- | ----- | ---- |
| 2020     | Van Amersfoort Racing | MIS | MIS | MIS | IMO | IMO | IMO | RBR | RBR | RBR | MUG | MUG | MUG | MNZ | MNZ | MNZ | IMO | IMO | IMO | VLL | VLL | VLL | 208   | 2º   |
| 2020     | Van Amersfoort Racing | 2   | 3   | 1   | 6   | 10  | 2   | 6   | 8   | 6   | 9   | Rit | 5   | 1   | 1   | 4   | 9   | 25† | 5   | 2   | C   | Rit | 208   | 2º   |

### Risultati Formula regional europea
(legenda) (Le gare in grassetto indicano la pole position) (Le gare in corsivo indicano Gpv)
| Stagione | Team                  | 1   | 2   | 3   | 4   | 5   | 6   | 7   | 8   | 9   | 10  | 11  | 12  | 13  | 14  | 15  | 16  | 17  | 18  | 19  | 20  | Punti | Pos. |
| -------- | --------------------- | --- | --- | --- | --- | --- | --- | --- | --- | --- | --- | --- | --- | --- | --- | --- | --- | --- | --- | --- | --- | ----- | ---- |
| 2021     | Van Amersfoort Racing | IMO | IMO | CAT | CAT | MON | MON | LEC | LEC | ZAN | ZAN | SPA | SPA | RBR | RBR | VAL | VAL | MUG | MUG | MNZ | MNZ | 12    | 20º  |
| 2021     | Van Amersfoort Racing | 18  | 17  | 21  | 15  | 15  | 12  | 20  | 32† | 13  | 5   | 13  | 16  | 22  | 9   | 18  | 16  | 18  | 17  | 12  | 16  | 12    | 20º  |

### Risultati Formula 3
(legenda) (Le gare in grassetto indicano la pole position) (Le gare in corsivo indicano Gpv)
| Stagione | Team                  | 1   | 2   | 3   | 4   | 5   | 6   | 7   | 8   | 9   | 10  | 11  | 12  | 13  | 14  | 15  | 16  | 17  | 18  | Punti | Pos. |
| -------- | --------------------- | --- | --- | --- | --- | --- | --- | --- | --- | --- | --- | --- | --- | --- | --- | --- | --- | --- | --- | ----- | ---- |
| 2022     | Charouz Racing System | BHR | BHR | IMO | IMO | CAT | CAT | SIL | SIL | RBR | RBR | HUN | HUN | SPA | SPA | ZAN | ZAN | MNZ | MNZ | 1     | 27º  |
| 2022     | Charouz Racing System | 19  | Rit | 10  | Rit | 24  | 17  | 24  | 14  | 15  | 24  | 21  | 27  | 19  | 21  | 16  | 18  | 17  | 16  | 1     | 27º  |

### Risultati Road to Indy

#### USF Pro 2000
(legenda) (Le gare in grassetto indicano la pole position) (Le gare in corsivo indicano Gpv)
| Stagione | Team                 | 1   | 2   | 3   | 4   | 5   | 6   | 7   | 8   | 9   | 10  | 11  | 12  | 13  | 14  | 15  | 16  | 17  | 18  | Punti | Pos. |
| -------- | -------------------- | --- | --- | --- | --- | --- | --- | --- | --- | --- | --- | --- | --- | --- | --- | --- | --- | --- | --- | ----- | ---- |
| 2023     | TJ Speed Motorsports | STP | STP | SEB | SEB | IMS | IMS | IRP | ROA | ROA | MOH | MOH | TOR | TOR | COA | COA | POR | POR | POR | 259   | 5°   |
| 2023     | TJ Speed Motorsports | 4   | 5   | 3   | 7   | 11  | 7   | 4   | 6   | 5   | 15  | 17  | 6   | 6   | 16  | 9   | 7   | 10  | 6   | 259   | 5°   |
| 2024     | TJ Speed Motorsports | STP | STP | NOL | NOL | NOL | IMS | IMS | IMS | IRP | ROA | ROA | ROA | MOH | MOH | TOR | TOR | POR | POR | 5*    |      |
| 2024     | TJ Speed Motorsports |     |     |     |     |     |     | 18  |     |     |     |     |     |     |     |     |     |     |     | 5*    |      |

* Stagione in corso.

#### Indy NXT
(legenda) (Le gare in grassetto indicano la pole position) (Le gare in corsivo indicano Gpv)
| Stagione | Team            | 1   | 2   | 3   | 4   | 5   | 6   | 7   | 8   | 9   | 10  | 11  | 12  | 13  | 14  | Punti | Pos. |
| -------- | --------------- | --- | --- | --- | --- | --- | --- | --- | --- | --- | --- | --- | --- | --- | --- | ----- | ---- |
| 2023     | Abel Motorsport | STP | ALA | IMS | DET | DET | ROA | MOH | IOW | NSH | IMS | GAT | POR | LAG | LAG | 55    | 24°  |
| 2023     | Abel Motorsport |     |     |     |     |     |     |     |     | 19  | 16  |     |     | 12  | 18  | 55    | 24°  |

### Risultati 24 ore di Daytona
| Anno | Team               | Co-piloti                                | Auto     | Classe | Giri | Pos. | Pos Cat. |
| ---- | ------------------ | ---------------------------------------- | -------- | ------ | ---- | ---- | -------- |
| 2023 | Proton Competition | Gianmaria Bruni Fred Poordad James Allen | Oreca 07 | LMP2   | 761  | 7    | 1º       |